# Florestan I Grimaldi
Tancrede Florestan Roger Louis Grimaldi, książę Monako, książę Valentinois (ur. 10 października 1785 w Paryżu, zm. 20 czerwca 1856 w Paryżu) – 9. książę Monako od 2 października 1841 do 20 czerwca 1856, syn księcia Honoriusza IV Grimaldi i księżnej Ludwiki d’Aumont Mazarin.

## Dzieciństwo i młodość
Florestan urodził się 10 października 1785 roku w Paryżu. Jego ojcem był Honoriusz IV Grimaldi, książę Monako, a matką Ludwika d’Aumont. Miał starszego brata Honoriusza (ur. 1778, zm. 1841) oraz przyrodnią siostrę Amelię (ur. 1794, zm. 1820), nieślubną córkę jego matki. Jego dziadkami ze strony ojca byli książę Monako, Honoriusz III Grimaldi oraz Maria de Brignole, ze strony matki zaś książę Ludwik Maria d’Aumont i jego żona, Ludwika Jeanne de Dufort. Jego krewnym za pośrednictwem księżnej Ludwiki Mazarin był kardynał Juliusz Mazarin.
Florestan był młodszym z dwojga synów księcia Honoriusza i nigdy nie był przygotowywany do roli władcy państwa. Miał artystyczną duszę. Wkrótce został aktorem, występował w jednym z paryskich teatrów komicznych. W czasie Wielkiej Rewolucji Francuskiej rodzina została rozdzielona: chory Honoriusz IV mieszkał ze swoim ojcem, księciem Honoriuszem III. We wrześniu 1793 Honoriusz III, Honoriusz IV, Ludwika i jej ośmioletni syn Florestan zostali aresztowani przez rewolucjonistów i zamknięci w barakach Sevres. Ludwika i Florestan zostali jednak uwolnieni przed doktora Desormeaux, przyjaciela rodziny Grimaldich, który pozwolił im pozostać w swoim domu do czasu zakończenia terroru.

## Małżeństwo i rodzina
27 listopada 1816 roku w Paryżu poślubił francuską aktorkę Marię Karolinę Gibert de Lametz. 8 grudnia 1818 urodził się ich starszy syn i przyszły książę Monako, Karol III Grimaldi. Wiele lat później na świat przyszła także Florestyna. Ich córka urodziła się 22 października 1833, czyli na osiem lat przed objęciem tronu przez ojca.

## Książę Monako
16 lutego 1819 roku zmarł książę Honoriusz IV Grimaldi i na monakijskim tronie zasiadł starszy brat Florestana, Honoriusz V Grimaldi. Nowy książę od 1814 roku miał nieślubnego syna, Oskara Grimaldi. Chłopiec został uznany za książęcego syna, ale nie otrzymał możliwości dziedziczenia rodzinnego tronu (sam zmarł bezpotomnie w 1894 roku). Honoriusz V zmarł 2 października 1841, nie posiadając legalnego potomka i na tronie zasiadł niespodziewanie Florestan.
Dużą rolę w jego rządach odgrywała żona, księżna Maria Karolina. To ona była osobą dominującą, zajmowała się między innymi planowaniem małżeństwa swojego jedynego wnuka Alberta z kuzynką królowej Wiktorii, a potem z Marią Wiktorią Hamilton. Honoriusz nie pozostawił mu państwa w najlepszej formie. Florestanowi doskwierało między innymi to, że nie mógł liczyć na swoich doradców, często nie potrafiących podejmować właściwych decyzji. Tylko dzięki księżnej Marii Karolinie ciągle istniał w państwie rząd, którego głos miał znaczenie. Książę znacznie ulepszył system edukacyjny w Monako, otwierał coraz więcej szkół wyższych stopni. Budował domy dla ubogich.
Monako zbliżało się jednak do największego kryzysu w swojej historii od czasów Wielkiej Rewolucji Francuskiej. W 1848 roku liberalny chaos ogarnął całą Europę. Z powodu braku innego sensownego rozwiązania, Florestan zgodził się poprosić o pomoc Królestwo Sardynii i oddać się pod jego protektorat. Sytuacja spowodowała znaczne pogorszenie wizerunku Grimaldich na świecie. W tym samym roku dwa miasta, znajdujące się na terytorium Monako (Mentona i Roquebrune) uformowały Gwardię Narodową i ogłosiły się miastami należącymi do Królestwa Sardynii pod władzą króla Karola Alberta. W efekcie ogłosiły się miastami niezależnymi, nie pozostającymi pod niczyją władzą. Karol III Grimaldi, syn Florestana i przyszły książę, który odgrywał ogromną rolę w polityce już od młodzieńczych lat, wyjechał do Menton, by wspomóc ojca i całą rodzinę, ale jego wizyta zakończyła się pobytem w areszcie.
Nie zapobieżono jednak poważnym problemom, Monako znalazło się pod okupacją. Książę Florestan zmarł 20 czerwca 1856 roku, pozostawiając państwo swojemu synowi, Karolowi.